# Порт-Элизабет (Сент-Винсент и Гренадины)
Порт-Элизабет — город на острове Бекия, принадлежащем Сент-Винсенту и Гренадинам, административный центр округа Гренадины.
Расположен по берегам залива Адмиралти-Бей на восточном побережье острова.
Развитая туристическая индустрия.